# Слуцкий, Яков Александрович
Яков Александрович Слуцкий (1815 — 1898) — русский военный юрист, член Главного военного суда, генерал от инфантерии.

## Биография
Слуцкий родился в дворянской семье. Уроженец Смоленской губернии. Сын откупщика и комиссионера 14-го класса Александра Николаевича Слуцкого (1765—17.01.1838) и Елены Яковлевны, урождённой Бунаковой (1793—31.07.1861), помещиков Вяземского и Сычевского уездов. Племянник новгородского и полтавского вице-губернатора Ф. Я. Бунакова. Двоюродный брат адмирала Ф. С. Керна.
Получил образование в Артиллерийском училище и Академии. Определён на службу в Артиллерийское училище фейерверкером 29.02.1829; произведён в прапорщики 7.01.1835 и переведён в Офицерские классы того же училища, которые окончил в 1837. Назначен в конно-лёгкую № 13-го батарею, с прикомандированием к образцовой конной батарее 27 марта и переведён в конно-лёгкую № 7-го батарею 17.12.1837; переведён в конно-лёгкую № 1-го батарею 7.07.1839; бригадный адъютант 1-й конно-артиллерийской бригады с 23.05.1840; и. д. старшего адъютанта 2-й конно-артиллерийской дивизии с 2.09.1845; переведён в конно-батарейную № 25-го батарею, с оставлением в должности, с 17 октября, и назначен и. д. старшего адъютанта штаба начальника артиллерии по части инспектора резервной кавалерии 28 ноября того же — 1845 года; адъютантом при начальнике артиллерии этой кавалерии с 20.03.1848; отчислен от должности адъютанта, с переводом в конно-лёгкую № 11-го батарею 17 июня того же года. 
Переведён в Инспекторский департамент Военного м-ва помощником секретаря, с зачислением по полевой конной артиллерии 28.01.1849; столоначальник с 18 июня того же года. Произведён в подполковники 2 апреля 1851. Переведён в конно-артиллерийскую лёгкую № 11-го батарею 31 августа 1851; прикомандирован к образцовой конной батарее 8 октября того же года. Зачислен по полевой конной артиллерии 25 января 1852. Назначен командующим Омским артиллерийским гарнизоном 29 января 1852. Назначен командующим 3-й бригадой Сибирского линейного казачьего войска 31 июля 1854, с зачислением по кавалерии; в той должности полковником 30 марта 1856. К этому периоду службы Слуцкого в Омске относится его знакомство с Ф. М. Достоевским, которому он содействовал, в частности, в определении пасынка в Сибирский кадетский корпус и в назначении единовременного пособия после смерти мужа М. Д. Исаевой (ставшей супругой Достоевского). Писатель характеризовал Слуцкого как "человека семейного и значительного в Омске", отмечая, что его пасынок был принят в корпус "благодаря заботливости доброго и благородного Якова Александровича Слуцкого".
Переведён на службу в Санкт-Петербург, получив назначение состоять при военном министре Д. А. Милютине чиновником по особым поручениям с 6 сентября 1861. В период Польского восстания назначен членом от Военного м-ва в Главной следственной комиссии о предполагавшемся вооруженном восстании в Казани с 27 мая 1863. Состоял по Военному министерству с 1861 по 1867 год.
При проведении в 1867 году Д. А. Милютиным военно-судебной реформы вакансии председателей и членов вновь создаваемых военно-окружных судов, за отсутствием в русской армии специально подготовленных военных юристов, замещались строевыми чинами, и Слуцкий был назначен военным судьёй Петербургского военно-окружного суда с 1 августа 1867. 20 мая 1868 года произведён в генерал-майоры и назначен военным судьёй в Одесский военно-окружной суд с 3 ноября 1868. Назначен председателем Киевского военно-окружного суда с 14 сентября 1869. Назначен председателем кассационного присутствия действующей армии с 20 ноября 1876. 
30 августа 1880 года Слуцкий был произведён в генерал-лейтенанты. Назначен одним из пяти постоянных членов Главного военного суда с 13 мая 1881, занимая эту должность вплоть до 8 октября 1889, когда был произведён в генералы от инфантерии с увольнением от службы по болезни с мундиром и пенсией.
Помещик родительского (материнского) имения, состоящего Смоленской губернии, в уездах: Вяземском, в сц. Воскресенском (Митякино тож)—20, деревнях: Ямнове—47, Парфенове—26, Микулине—16, Иванищеве—28, Тупицыне—14, Могодине—29; Сычевском, в дер. Белоусовой—83, — а всего, писанных по 7-й ревизии — 1815, 263 души муж. пола, по купчей крепости от 13.07.1861, совершенной во 2-м департаменте С.-Петербургской палаты гражданского суда, за несколько дней до смерти матери. 
27 октября 1898 года  скончался в возрасте 83 лет и был похоронен на Казанском кладбище в Царском Селе.

## Семья
Слуцкий был женат на Людмиле-Анне Густавовне Гасфорд (р. ок. 1822), дочери (от 1-го брака) видного военного и государственного деятеля Российской империи, генерал-губернатора Западной Сибири и командира Отдельного Сибирского корпуса, члена Государственного совета генерал от инфантерии Густава Христиановича Гасфорда, под командованием которого он служил в Омске. Л. Г. Слуцкая скончалась 29 мая 1891 года и была похоронена на Казанском кладбище Царского Села. 
- Дочь ― Людмила, р. 18.11.1850 в С.-Петербурге.

## Награды
- Орден Святой Анны 3 степени (5.03.1854)
- Орден Святого Станислава 2 степени (07.03.1859)
- Орден Святой Анны 2 степени (17.04.1863)
- Орден Святого Владимира 4 степени (04.04.1865)
- Орден Святого Владимира 3 степени (17.04.1870)
- Орден Святого Станислава 1 степени (30.08.1873)
- Орден Святой Анны 1 степени (1.01.1878)
- Орден Святого Владимира 2 степени (15.05.1883)
- Именной рескрипт с монаршим благоволением (5.04.1884)
- З. о. беспорочной службы за «L» лет (22.08.1888)
- Орден Белого орла (30.08.1888)
- Светло-бронзовая медаль «В память войны 1853—1856», на Владимирской ленте